# مزرعه‌های وایک
مزرعه‌های وایک تولیدکننده پنیر و کره در سامرست است. و نیز بزرگترین تولیدکننده مستقل پنیر در بریتانیا است.

## تاریخ
خانواده کلوتیر بیش از ۲۰۰ سال است که در زمین سامرست کشاورزی می‌کنند. دستور پخت اصلی پنیر توسط آیوی کلوتیر به عنوان یک سرگرمی ایجاد شده‌است. او از اولین گله گاو شوهرش برای تولید پنیر استفاده کرد. این دستور غذا در مناطق محلی به خوبی شناخته شد و او بعداً شیر را از مزارع دیگر خریداری کرد. او جوایز زیادی را برای پنیر خود دریافت کرد که اولین جایزه در سال ۱۹۵۲ بود. دستور پخت پیچک هنوز هم امروزه استفاده می‌شود. پسر آیوی، جان کلوتیر، تام کلوتیر و پسرانش را ترک کرد تا شرکت را در سال ۱۹۸۰ ایجاد کنند، اما در سال ۱۹۹۲ نام تجاری دوباره به مزرعه‌های وایک تغییر کرد زیرا در بسته‌بندی بهتر جا می‌شد. اکنون مزرعه‌های وایک پنیر را به بیش از ۱۵۰ کشور در سراسر جهان می‌فروشد و گردش مالی بیش از ۱۰۰ میلیون پوند به ارمغان می‌آورد.

## تولید
با کمک تجارت و سرمایه‌گذاری بریتانیا، این تجارت خانوادگی توانست محصولات خود را به بیش از ۱۶۰ کشور صادر کند. این شرکت در سال ۱۹۹۷ شروع به گسترش بین‌المللی کرد. پنیر و کره تا حدی با شیر گاوهایی که در مندیپ هیلز در سامرست چرا می‌کنند تهیه می‌شود. یک گله ۱۰۰۰ گاو وجود دارد که شیر را تولید می‌کند و این شرکت همچنین از شیر گاوهای مزارع مجاور استفاده می‌کند. در سال ۲۰۱۵، اعلام شد که این شرکت انتظار دارد تا سال ۲۰۱۹ «فروش بین المللی» را چهار برابر کند
ضایعات گاوها و خوک‌ها به جای برق از شبکه سراسری برای تأمین انرژی مزرعه استفاده می‌شود. ساخت نیروگاه بیوگاز ۵ سال طول کشید.
دایان کاکس در مزرعه‌های وایک به دلیل توانایی خود در بوییدن و مزه پنیر استخدام شده‌است. کارفرمایان او ۲۵۰۰۰ پوند در هر سال می‌پردازند تا بینی او را بیمه کنند. او می‌تواند استنباط کند که کدام پنیر تبدیل به یک چدار قدیمی با کیفیت می‌شود. کاکس چندین برابر بیشتر از یک بزرگسال انگلیسی معمولی برای کارش پنیر مصرف می‌کند.